# انریکه سیبورگر سینیور
انریکه سیبورگر سینیور (اسپانیایی: Enrique Sieburger Sr.‎; ۱۸ نوامبر ۱۸۹۷ – ۱ ژانویهٔ ۱۹۶۵) قایقران قایق بادبانی اهل آرژانتین بود.